# Esmeray Özadikti
 (mai 2023).
La mise en forme du texte ne suit pas les recommandations de Wikipédia : il faut le « wikifier ».
Les points d'amélioration suivants sont les cas les plus fréquents. Le détail des points à revoir est peut-être précisé sur la page de discussion.
- Les titres sont pré-formatés par le logiciel. Ils ne sont ni en capitales, ni en gras.
- Le texte ne doit pas être écrit en capitales (les noms de famille non plus), ni en gras, ni en italique, ni en « petit »…
- Le gras n'est utilisé que pour surligner le titre de l'article dans l'introduction, une seule fois.
- L'italique est rarement utilisé : mots en langue étrangère, titres d'œuvres, noms de bateaux, etc.
- Les citations ne sont pas en italique mais en corps de texte normal. Elles sont entourées par des guillemets français : « et ».
- Les listes à puces sont à éviter, des paragraphes rédigés étant largement préférés. Les tableaux sont à réserver à la présentation de données structurées (résultats, etc.).
- Les appels de note de bas de page (petits chiffres en exposant, introduits par l'outil «  Source ») sont à placer entre la fin de phrase et le point final[comme ça].
- Les liens internes (vers d'autres articles de Wikipédia) sont à choisir avec parcimonie. Créez des liens vers des articles approfondissant le sujet. Les termes génériques sans rapport avec le sujet sont à éviter, ainsi que les répétitions de liens vers un même terme.
- Les liens externes sont à placer uniquement dans une section « Liens externes », à la fin de l'article. Ces liens sont à choisir avec parcimonie suivant les règles définies. Si un lien sert de source à l'article, son insertion dans le texte est à faire par les notes de bas de page.
- La présentation des références doit suivre les conventions bibliographiques. Il est recommandé d'utiliser les modèles {{Ouvrage}}, {{Chapitre}}, {{Article}}, {{Lien web}} et/ou {{Bibliographie}}. Le mode d'édition visuel peut mettre en forme automatiquement les références.
- Insérer une infobox (cadre d'informations à droite) n'est pas obligatoire pour parachever la mise en page.

Pour une aide détaillée, merci de consulter Aide:Wikification.
Si vous pensez que ces points ont été résolus, vous pouvez retirer ce bandeau et améliorer la mise en forme d'un autre article.
Zeynep Esmeray, à  la naissance Mehmet Özadikti, (née le 17 décembre 1973 est une actrice de théâtre, chroniqueuse et militante LGBT.
À l'âge de 15 ans, Özatik déménage avec sa famille de Kars vers Istanbul. Elle prend des cours de théâtre, de turc et de kurde au Mesopotamia Cultural Center. En 2009, elle joue dans deux adaptations différentes de la pièce de Dario Fo, "Le viol", dont l'une inclut des éléments de sa propre expérience du viol. Elle fait partie de la distribution et de l'équipe de la pièce Yazmadan Dökülenler, jouée au théâtre Amargi, qui raconte l'histoire de treize femmes ayant émigré dans une grande ville, puis joue dans Cadının Bohçası, l'histoire d'une femme transsexuelle qui déménage de Kars vers Istanbul, inspirée de sa propre vie. Dans la deuxième partie, Yırtık Bohça, elle utilise un récit à une personne  afin de montrer à quoi les personnes ayant des identités sexuelles différentes étaient exposées. Plus tard, dans une pièce de théâtre intitulée Kestirmeden Hikayeler, elle raconte la transformation de sa vie quand elle bénéficie d'une opération de réattribution sexuelle.
Lors du premier congrès du Parti démocratique des peuples (HDP) en octobre 2013, elle réussit à rejoindre l'assemblée délibérante du parti. Elle est placée en troisième position sur la liste du Parti des travailleurs de Turquie (TİP) aux élections législatives du 14 mai 2023 à Istanbul. Ses priorités portent sur la protection des droits des personnes LGBT+ sur la base de l'égalité de citoyenneté, de fournir des emplois et d'améliorer les conditions de vie des personnes proposant des prestations de charme tarifés,,.